# Франко-итальянское соглашение (1912)
Франко-итальянское соглашение (1912) — второе (после соглашения 1900 года) и окончательное соглашение Франции и Италии о сферах влияния в Северной Африке.

## Предыстория
Италия, которая начала создавать свою колониальную империю позднее других европейских держав, в средиземноморском регионе желала колонизировать в первую очередь Тунис, а также Триполитанию и Киренаику. В 1881 году Тунис был аннексирован Францией, и с этого времени Италия решила сосредоточиться на экспансии в ливийских землях. В 1890 году правительство Криспи, решив добиться согласия великих европейских держав на аннексию Триполитании и Киренаики, предприняло соответствующие дипломатические шаги в Берлине, Вене и Лондоне. Германия и Австро-Венгрия, которые признали уже в договоре о Тройственном союзе (1887) интересы Италии в североафриканском регионе, подтвердили свое признание договором 1891 года. Британское же правительство в принципе благожелательно относилось к итальянским претензиям на Триполитанию и Киренаику, считая их противовесом французским позициям в Средиземном море. Однако при этом оно находило момент не совсем подходящим для решительных действий, потому что опасалось дипломатического выступления российского правительства. Поэтому британский министр иностранных дел Солсбери и посоветовал итальянскому руководству не спешить с захватом.
Затем уже правительство Рудини взяло курс на улучшение франко-итальянских отношений с целью преодолеть неблагожелательную позицию французского правительства в вопросе о Триполитании и Киренаике. Поскольку Франция хотела бы оторвать Италию от Тройственного союза, она пошла навстречу устремлениям итальянского правительства, однако в обмен на уступку по вопросу о Триполи требовала согласие Италии на предоставление Франции свободы действий в Марокко. По итогам долгих франко-итальянских переговоров (1899—1900) эти державы заключили в Риме секретное соглашение Баррера—Принетти, сделавшее возможным дальнейшее сближение между Италией и Францией и ознаменовавшее начало отхода Италии от Тройственного союза. После боснийского кризиса, в 1909 году по соглашению в Раккониджи Италия получает признание своих притязаний на Триполитанию и Киренаику и со стороны России.
Воспользовавшись благоприятной международной обстановкой, возникшей в связи с Агадирским кризисом, Италия в 1911 году объявила войну Османской империи и, аннексировав Триполитанию и Киренаику, принудила Турцию по Лозаннскому мирному договору 1912 года уступить ей эти территории. Триполитания и Киренаика стали новой итальянской колонией под названием Ливия. Затем, опираясь на соглашение 1900 года, правительство Италии решило использовать Фесский договор для того, чтобы добиться подтверждения Францией своих прав на Ливию.

## Заключение соглашения и его условия
28 октября 1912 года президент Французской республики Пуанкаре и итальянский посол Титтони заключили в Париже соглашение о Ливии и Марокко, которое было оформлено как обмен нотами. Оба государства высказали своё взаимное намерение не препятствовать друг другу во всех предпринимаемых ими действиях (Франции — в Марокко, Италии — в Ливии) и согласились обоюдно обеспечить друг другу в этих странах режим наиболее благоприятствуемой нации. 4 мая 1913 года к соглашению присоединилась Испания.

## Последствия
Соглашение 1912 года значительно смягчило противоречия между Францией и Италией в колониальном вопросе, что во многом и обусловило присоединение Италии к Антанте во время Первой Мировой войны по Лондонскому договору 1915 года.